# Laurence J. Burton
Laurence Junior Burton, född 30 oktober 1926 i Ogden i Utah, död 27 november 2002 i Ogden i Utah, var en amerikansk republikansk politiker. Han var ledamot av USA:s representanthus 1963–1971.
Burton tjänstgjorde i United States Navy Air Corps 1945–1946, studerade sedan vid Weber College, University of Utah och Utah State University. Fortsatta studier bedrev han från 1957 till 1958 vid Georgetown University och George Washington University. Han undervisade i statsvetenskap vid Weber College 1958–1960. År 1963 efterträdde han M. Blaine Peterson som kongressledamot och efterträddes 1971 av K. Gunn McKay.
Burton och hans fru hade tre döttrar och en son.